# Гальєгос-де-Орніха
Гальєгос-де-Орніха (ісп. Gallegos de Hornija) — муніципалітет в Іспанії, у складі автономної спільноти Кастилія-і-Леон, у провінції Вальядолід. Населення — 149 осіб (2010).
Муніципалітет розташований на відстані близько 180 км на північний захід від Мадрида, 31 км на захід від Вальядоліда.

## Демографія
Динаміка населення (INE ):